# Paradela (Chaves)
Paradela is een plaats (freguesia) in de Portugese gemeente Chaves en telt 318 inwoners (2001).